# Pterygiella
Pterygiella es un género de plantas fanerógamas perteneciente a la familia Orobanchaceae, anteriormente clasificada en Scrophulariaceae.  Comprende 5 especies descritas y aceptadas.

## Taxonomía
El género fue descrito por Daniel Oliver y publicado en Hooker's Icones Plantarum 25(3): , pl. 2463. 1896.    La especie tipo es: Pterygiella nigrescens

## Especies aceptadas
A continuación se brinda un listado de las especies del género Pterygiella  aceptadas hasta mayo de 2014, ordenadas alfabéticamente. Para cada una se indica el nombre binomial seguido del autor, abreviado según las convenciones y usos: 
- Pterygiella bartschioides Hand.-Mazz.
- Pterygiella cylindrica
- Pterygiella duclouxii Franch.
- Pterygiella nigrescens
- Pterygiella suffruticosa D.Y. Hong